# Entremont-le-Vieux
Entremont-le-Vieux é uma comuna francesa na região administrativa de Auvérnia-Ródano-Alpes, no departamento da Saboia. Estende-se por uma área de 33.01 km². Em 2010 a comuna tinha 656 habitantes (densidade: 19,9 hab./km²).